# Fernand Létourneau
Pour les articles homonymes, voir Létourneau.
Fernand Létourneau (né le 24 septembre 1944) est un facteur d'orgue situé à St-Hyacinthe au Québec. 

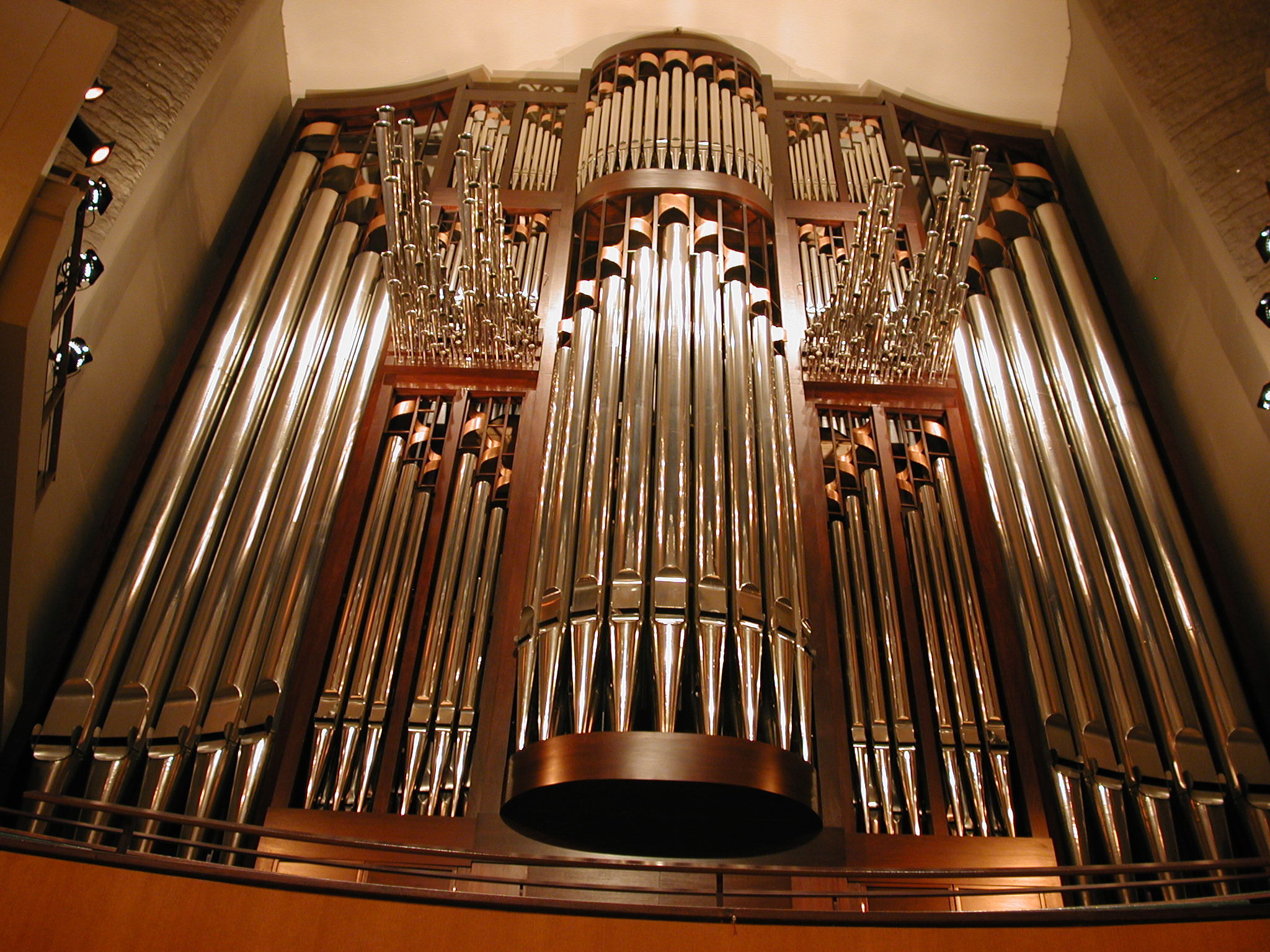
Orgue de concert Davis.

## Biographie
Originaire de Saint-Hyacinthe, Fernand Létourneau travaille pour la maison Casavant Frères quelques années avant de fonder son atelier en 1979 sous la raison sociale «Orgues Létourneau ltée».
La maison a rapidement acquis une réputation internationale. On retrouve ses instruments entre autres au Canada, États-Unis, Australie, Nouvelle-Zélande et Angleterre.